# En solitaire
Pour plus de détails, voir Fiche technique et Distribution.
En solitaire est un film français réalisé par Christophe Offenstein, sorti le 6 novembre 2013.

## Synopsis
Yann Kermadec doit remplacer au pied levé le navigateur principal du voilier DCNS 1000 au départ du Vendée Globe. Après quelques jours de course et en tête de celle-ci, il est contraint de faire une halte forcée pour réparer son safran endommagé. Son tour du monde va en être bouleversé, car un passager clandestin monte alors à bord à son insu.

## Fiche technique
- Titre : En solitaire[1]
- Réalisation : Christophe Offenstein
- Scénario : Frédéric Petitjean, Pierre Marcel, Marc Guilbert, Christophe Offenstein
- Production : Jean Cottin (Les Films du Cap)
- Musique : Víctor Reyes
- Photographie : Guillaume Schiffman
- Montage : Véronique Lange
- Skipper : Alex Pella
- Pays d'origine :  France
- Langue : français
- Format : couleur
- Genre : drame et aventures
- Durée : 93 minutes
- Date de sortie :
  -  France : 6 novembre 2013

## Distribution
- François Cluzet : Yann Kermadec
- Samy Seghir : Mano Ixa
- Virginie Efira : Marie Drevil
- Guillaume Canet : Frank Drevil
- Karine Vanasse : Mag Embling
- Arly Jover : Anna Bruckner
- José Coronado : José Monzon
- Dana Prigent : Léa Kermadec
- Jean-Paul Rouve : Denis Juhel

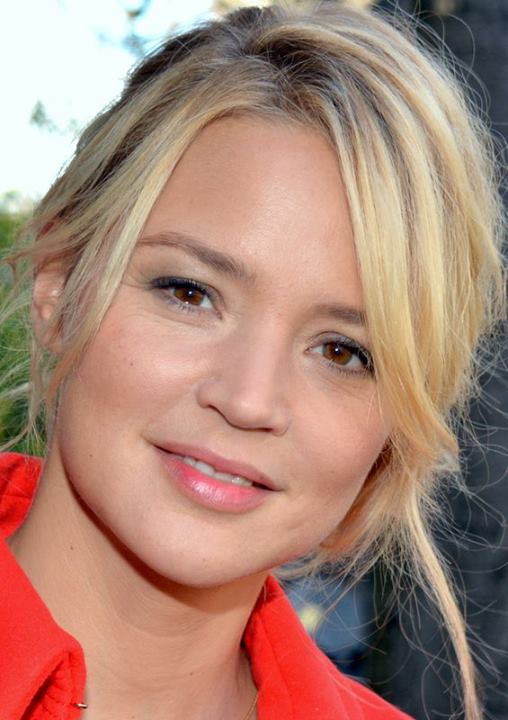
L'actrice Virginie Efira en octobre 2013.

- Philippe Lefebvre : Raphaël Keriou

## Tournage
- Le tournage débute à Lorient[2] puis sur la Côte de Lumière en Vendée (Brem-sur-Mer et les Sables d'Olonne)[3] avant le démarrage du Vendée Globe 2012-2013.

- L'ancien voilier DCNS 1000 de Marc Thiercelin a été acheté par le producteur Jean Cottin pour le tournage[4].

## Autour du film
- Un avion Breguet Atlantic 2 est visible à la 34e minute du film, au moment de secourir la navigatrice en détresse.

## Nomination
César 2014 : meilleur premier film